# (36796) 2000 SU41
2000 SU41 (asteroide 36796) é um asteroide da cintura principal. Possui uma excentricidade de 0.14615650 e uma inclinação de 5.92417º.
Este asteroide foi descoberto no dia 24 de setembro de 2000 por LINEAR em Socorro.